# Province (république de Chine)
Pour les articles homonymes, voir Province (homonymie).
Ne doit pas être confondu avec Province de Taïwan.
Pour un article plus général, voir Province.
À Taïwan, la province (chinois traditionnel : 省 ; pinyin : shěng, anglais : province) est une ancienne subdivision administrative.

## Hiérarchie
Dans la hiérarchie des organes de gouvernement autonomes (anglais : self-governing bodies), elle se classe à l'origine au premier niveau, au même rang que la municipalité spéciale ; néanmoins, elle n'existe plus depuis 1999 qu'à titre de découpage administratif et n'est plus représentée par un organe de gouvernement spécifique.
Chaque province est ainsi décomposée en comtés et en villes provinciales ; ces dernières se classent alors au premier niveau dans la hiérarchie des organes de gouvernement autonomes,.

## Historique
Dans la fin des années 1990, le découpage administratif est remanié et voit le pouvoir administratif attribué aux provinces, subdivision de premier ordre, simplifié (en terme anglais : streamlined) : elles sont directement placées sous le contrôle du Yuan exécutif. La loi est ainsi promulguée le 28 octobre 1998, puis appliquée le 21 décembre,. Cette modification s'applique principalement à la province de Taïwan, étant donné que l'autonomie de la province du Fujian, seconde province du pays, a déjà été transférée au gouvernement central en 1956.
Les dernières responsabilités administratives de la province sont transférées à partir du 1er juillet 2018 et les budgets réduits à néant, d'après la résolution du Yuan exécutif du 28 juin 2018,,.

## Liste des provinces
Elles sont au nombre de deux :
1. Province du Fujian ;
2. Province de Taïwan.

## Organisation
Avant le 1er juillet 2018, chaque province était représentée par un gouvernement et un conseil consultatif. Le gouvernement était une branche du Yuan exécutif, mettant en application les directives de ce dernier au niveau des comtés et des villes provinciales. Le conseil fournit des recommandations aux gouvernement.